# Paranelaphinis
Paranelaphinis is een geslacht van kevers uit de familie bladsprietkevers (Scarabaeidae). Het geslacht werd voor het eerst wetenschappelijk beschreven in 1988 door Antoine.

## Soorten
- Paranelaphinis adspersa Antoine, 1988
- Paranelaphinis cuprea Antoine, 1988
- Paranelaphinis signata Antoine, 1988